# Piotr Paweł Oporowski
Piotr Paweł Oporowski herbu Sulima – sędzia łęczycki w latach 1652-1671, pisarz łęczycki w latach 1644-1652, pisarz grodzki łęczycki w latach 1636-1644.
Poseł sejmiku łęczyckiego na sejm 1650 roku.